# Nicola Cabibbo

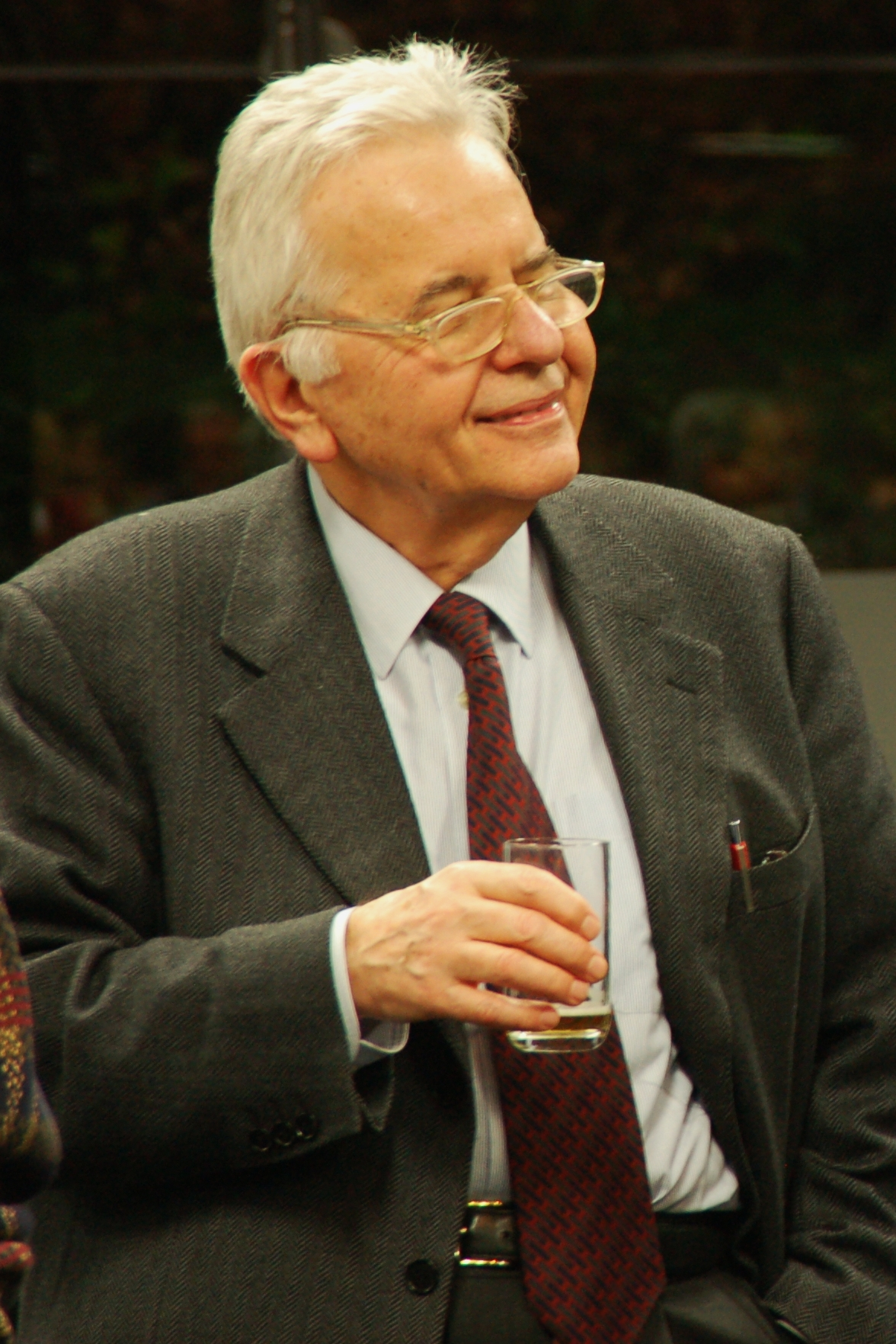
Nicola Cabibbo

Nicola Cabibbo, född 10 april 1935 i Rom, död 16 augusti 2010 i Rom, var en italiensk fysiker, som var president för Italiens Nationella Institut för Kärnfysik mellan 1983 och 1992. Sedan 1993 var han president för Katolska kyrkans vetenskapsakademi, Pontificia Academia Scientiarum. Cabibbo är bäst känd för arbeten kring svag växelverkan, där han bland annat står för C i den så kallade CKM-matrisen. De andra två initialerna tillhör 2008 års nobelpristagare i fysik, Kobayashi Makoto och Masukawa Toshihide.

## Vetenskaplig gärning
Cabibbos främsta insatser finns inom svag växelverkan, där hans arbeten tog sin utgångspunkt i att reda ut två observerade fenomen:
1. övergångarna mellan upp- och nedkvarkar, mellan elektroner och elektronneutriner och mellan myoner och myonneutriner hade liknande sannolikhetsamplituder;
2. övergångarna med ändring av särhet hade amplituder som bara var 1/4 av dem utan förändring i särhet.

Cabibbo löste det första problemet genom att postulera "svag universalitet", vilket inbegriper en similaritet i den svaga växelverkans kopplingsstyrka mellan skilda generationer av partiklar. Den andra frågan löste han med en blandningsvinkel , som numera kallas Cabibbo-vinkeln θc, mellan upp- och särkvarkarna.
Innan den tredje generationen av kvarkar upptäcktes (1973), blev Cabibbos arbete utvidgat av Kobayashi och Masukawa till Cabibbo-Kobayashi-Maskawa-matrisen. Dessa två delade halva 2008 års Nobelpris i fysik för sina arbeten med symmetribrott. Vissa fysiker har uttryckt besvikelse över att nobelkommittén missade att belöna Cabibbo för hans insats.
Tillfrågad om synpunkter på priset, föredrog Cabibbo att inte kommentera. Enligt honom närstående källor var han dock mycket mycket förbittrad.
En undersökning från 2009 som utvärderade vetenskapliga artiklars vikt med hjälp av Google's PageRank-algoritm identifierade Cabibbos artikel "Unitary Symmetry & Leptonic Decays" från 1963 som den högst rankade bland 353 268 artiklar i fysik publicerade i American Physical Societys tidskrifter sedan 1893. Samma undersökning visade att flertalet författare av de tio högst rankade artiklarna också är nobelpristagare, något som antyds få Cabibbos uteslutning att se än mer underlig ut.
Mot detta kan dock ställas dels att 2008 års pris gavs för CP-brott, dels att pionjärsinsatsen har tidigare rötter, så tillvida att den som var först med att publicera något i detta hänseende tycks ha varit japanen Sakata Shōichi. Redan 1956 kom han med sin så kallade kvarkmodell, som behandlade just detta med aromblandning, men den verkar ha fallit i glömska, tills Nagoya-gruppen i stället använde modellen för att utveckla Bruno Pontecorvos idé från 1957 om neutrinooscillationer till blandningsmatrisen PMNS.